# طهفة بن قيس الغفاري
طهفة بن قيس الغفاري صحابي من أهل الصفة اختلف في اسمه كثيرا وروى عن الرسول محمد.

## نسبه
طِخْفَة بن قيس الغفاري، وقيل: أَبوطُخْفَةَ الغِفَارِيّ، وقيل: قيس بن طِهْفة، من بني رقاعة بن مالك بن نَهْد النهدي، وقيل: قَيْسُ بن طِخْفَةَ، أَبو يَعِيش الغِفَارِيّ، وقيل: قيس بن طِخْفة النَّهدي، وقيل: طِهفَةُ بن أَبي زُهَير النَّهدي، وقيل: قيس بن زهير، من بني مالك بن نَهْد، وقيل: طهفة، وقيل: طخفة، وقيل: طغفة، وقيل: طقفة بن قيس، وقيل: قيس بن طخيفة. أَخرجه أَبو نعيم، وأَبو عمر، وأَبو موسى، وقد اختلف في اسمه اختلافًا كثيًرًا، وكان من أصحاب الصفة، ثم كان يسكن عَيْقة من الصّفراء، وقال ابْنُ الْكَلْبِيّ: كان طخفة سيدًا في زمانه، وتزوَّج بنت الأشعث بن قيس ففجَرتْ عليه فطلقها، وذكره البَغَوِيُّ في الصحابة، وقال: سكن المدينة، وله إدراك، روى عنه ابنه يعيش، وقيل: طِخْفة صحابيّ، وقيل: الصّحبة لقيس بن طخفة، وقيل: إن الصّحبة لابنه عبد الله بن طهفة، وروى وهب الأَسدي، عن أَشياخ من بني نَهْد: أَن رجلًا منهم يقال له: قيس بن طهفة من بني مالك بن نَهْد، وفد إِلى النبي صَلَّى الله عليه وسلم فقال: ائذن لي في الكلام. فقال: «تَكَلَّمَ». فقال: أَما بعد يا رسول الله، فإِنا أَتيناك من غَوْرَىْ تِهامة بأَكوار المَيْس.

## رواته
طهفة بن قيس الغفاري صحابي أخرج حديثه أبو داود والنسائي وغيرهما في كراهة النوم على البطن من طريق هشام عن يحيى بن أبي كثير عن يعيش بن طخفة عن أبيه وأخرجه بن حبان من طريق الأوزاعي
روى أَبو سلمة بن عبد الرحمن، عن يعيش بن طخفة بن قَيْس الغِفاري، قال: كان أَبي من أَصحاب الصُّفة فأَمر رسول الله صَلَّى الله عليه وسلم بِهِم فجعل الرجل يذهب بالرجل، والرجلُ يذهب بالرجلين، حتى بقيتُ خامِسَ خمسة، فقال رسول الله صَلَّى الله عليه وسلم: «انْطَلِقُوا بِنَا إِلَى بَيْتِ عَائِشَةَ»، فَانْطَلَقْنَا مَعَهُ، فَقَالَ: «يَا عَائِشَةُ، أَطْعِمِينَا» فَجَاءَتْ بجَشِيشَةُ، فَأَكَلْنَا، ثُمَّ قَالَ: «يَا عَائِشَةُ، أَطْعِمِينَا» فَجَاءَتْ بِحَيْسَةٍ، فَأَكَلْنَا، ثُمَّ قَالَ: «يَا عَائِشَةُ، اسْقِيْنَا». فَجَاءَتْ بِعُسٍّ، فَشَرِبْنَا، ثُمَّ جَاءَتْ بِقَدَحٍ فِيهِ لَبَنٌ فَشَرِبْنَا، ثُمَّ قَالَ: «إِنْ شُئْتُمْ نِمْتُمْ وَإِنْ شِئْتُمْ انْطَلَقْتُمْ إِلَى الْمَسْجِدِ». فَقُلْنَا: بَلْ نَنْطَلِقُ إِلَى الْمَسْجِدِ. قَالَ: فَبَيْنَمَا أَنَا مُضْطَجِعٌ مِنَ الْسَّحَرِ عَلَى بَطْنِي إِذَا رَجُلٌ يُحَرِّكُنِي بِرِجْلِهِ، وَقَالَ: «هذِهِ ضَجْعَهٌ يُبْغِضُهَا الله، عَزَّ وَجَلَّ»، قَالَ: فَنَظَرْتُ فَإِذَا هُوَ رَسُولُ الله صَلَّى الله عليه وسلم. وفي رواية: يقول طخفة: كنت نائمًا في الصُّفَّةِ على بطني، فركضني رسول الله صَلَّى الله عليه وسلم برجله وقال: «هَذِهِ نَوْمَةٌ يَبْغَضُهَا اللَّهُ» 